# 林聖傑
林聖傑（1962年10月20日—），香港公務員及會計師，曾擔任離島民政事務專員。林在1984年起於香港政府任職政務主任職系，曾在布政司署及政府總部多個決策科局任職，亦於民政事務總署、效率促進組及水務署等部門供職，至2022年從公務員系統退休，官至首長級丙級政務官。
林在2006年10月至2010年9月期間擔任離島民政事務專員，因任內大澳在2008年及2009年分別因颱風黑格比及颱風巨爵吹襲而嚴重水浸而多次統籌救災及復修工作。然而，他在大澳和諧事件上與民政事務局局長曾德成被指要求批評港府治水不力的兩名社工噤聲，因而被香港立法會召開個案會議調查。

## 早年生活
林聖傑生於1962年10月20日。林於1981年在加拿大安大略省入讀麥瑪斯達大學修讀经济学，但一年後於1982年轉校至多倫多大學新學院主修会计学及经济学，並在1985年取得商學學士學位。及後，他及赴蒙特利尔於麦吉尔大学升學，並在1987年取得国际金融学工商管理碩士。完成學業後，他一直在會計界工作，並於1989年在加拿大成為注册会计师，亦在美国取得法證會計師第三級資格。他於1991年返港並取得香港的注册会计师執業資格。

## 公務員生涯

### 早年工作
林聖傑在1991年11月於港英政府履新，出任政務主任並接受入職訓練。及後，他於同年12月獲調任至布政司署工商科，並在隨後一年多的時間任職助理工商司。他在1993年1月轉至政務科擔任助理政務司，負責青年事務，但在同年10月就離任。休假後，他在1994年1月改至運輸科出任助理運輸司。林在1995年9月被派遣至沙田民政事務處，任職沙田政務主任，及後在1997年中國恢復對香港行使主權改稱為民政事務助理專員。他在1998年2月返回布政司署供職，獲安排於庫務局出任助理局長，並同年4月晉升高級政務主任。及後，他在局內晉升首席助理局長，亦獲確任首長級丙級政務官。
林逐於2002年被調派至教育統籌局續任首席助理局長，主管人力策劃及培訓分部的工作，策劃香港人力資源和就業市場，以及職業培訓的政策等工作。他於2003年於香港立法會提出修訂《學徒制度條例》，放寬學徒訓練的期間限制，允許不同行業按需要延長訓練。及後，他加強宣傳職業訓練及持續進修，籌備多項活動及鼓勵民眾透過持續進修基金參與培訓。另外，《中港更緊密經貿關係安排》下，林亦統籌把影視娛樂業納入資助的支援政策。

### 離島民政事務專員

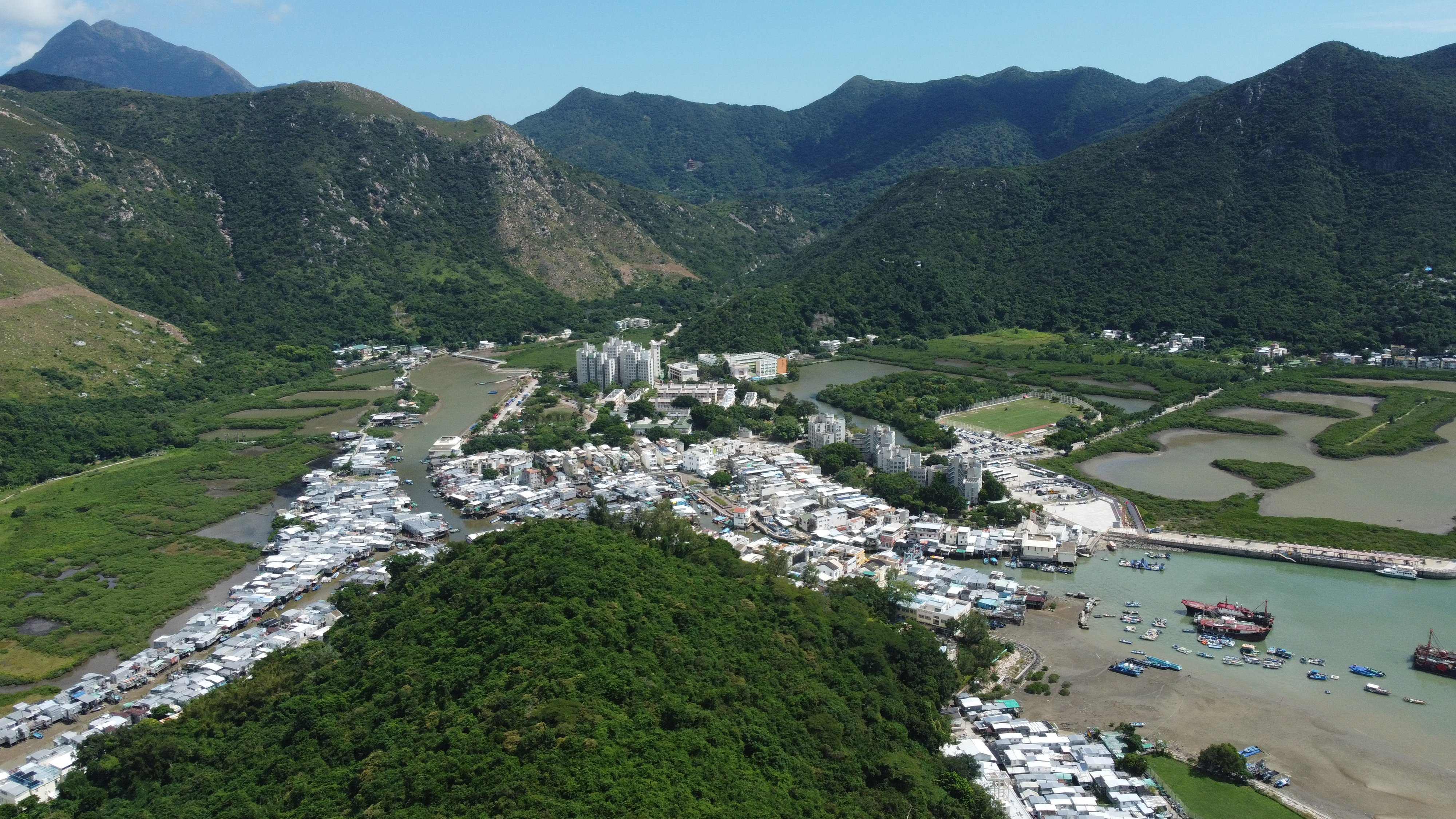
大澳在林聖傑的離島民政事務專員任內多次因颱風而引致嚴重水浸

林聖傑在2006年10月3日接替馮浩然，出任離島民政事務專員，並在同月6日獲委任為官守太平紳士。他在上任後統籌大澳的發展工程，並加強有關文化及環境保育措施，而北大嶼郊野公園的擴建部份亦在2007年確立。然而，2008年的颱風黑格比引致的全港暴雨水災令大澳嚴重水浸，更令近六百戶居民被圍困。為此，林統籌風災的救災工作，包括因大澳道封閉而提供緊急渡輪及提供臨時庇護站和住所等。雖然林在事後統籌各部門為大澳設立長期防洪建設，但因防洪堤壩工程需在2011年方可完工而備受批評。就此，林就大澳水浸制訂緊急應變計劃，以回應居民指摘工程進展緩慢的問題。可惜，2009年的颱風巨爵再度令海水倒灌，而大澳水浸更達五呎，林除啟動應變計劃外，亦陪同香港行政長官曾蔭權從直昇機鳥瞰大澳災情。
除了鄉村及郊野發展，多個市鎮設施亦在林聖傑的任內完工。離島區的首座社區會堂在2009年5月於愉景灣落成啟用，而第二座則於2010年4月東涌新市鎮開幕，林聖傑均與民政事務總署署長陳甘美華和離島區議會主席林偉強主禮開幕。另外，東涌社區服務綜合大樓在2009年7月於東涌新市鎮落成，亦由林聖傑與民政事務局局長曾德成和林偉強一同揭幕。在2009年10月，林聖傑統籌了歷來規模最大的海陸巡遊大匯演慶祝中華人民共和國成立60周年。

#### 大澳和諧事件
在2009年9月10日，香港基督教女青年會召開記者會解釋謝世傑等兩名社工被調離大澳的原因，當中提及民政事務局局長曾德成曾指兩名社工批評政府應對颱風及水災不力而令大澳社區不和諧，以及林聖傑更在2009年1月討論女青䃟石灣度假村的會議上嚴厲批評兩名社工不懂欣賞政府資助的善意。事件引起社會嘩然，而香港立法會申訴部亦在2009年9月決定跟進針對曾林兩名官員的投訴。社會福利界議員張國柱在2010年1月提出議案並展開審議，當中批評曾林兩名官員要求異見人士噤聲，沒有互相尊重和包容的基礎才是未能促進地區和諧的主因。不過，林在及後立法會的個案會議上表明在1月與女青會議時並未知道兩名社工的名字，更指女青的紀錄內容並不準確，而港府亦在議會內外均拒絕承認有官員向女青施壓。另外，林亦在會議後於立法會大樓外與謝世傑握手表示友好。及後，政務司司長唐英年在個案會議陳辭促請議員反對議案，而立法會在功能界別議員反對下亦未能組成委員會調查。事件過後，林在繼續擔任專員一職數月，至2010年9月5日後卸任，由劉錦泉繼任。

### 後期生涯

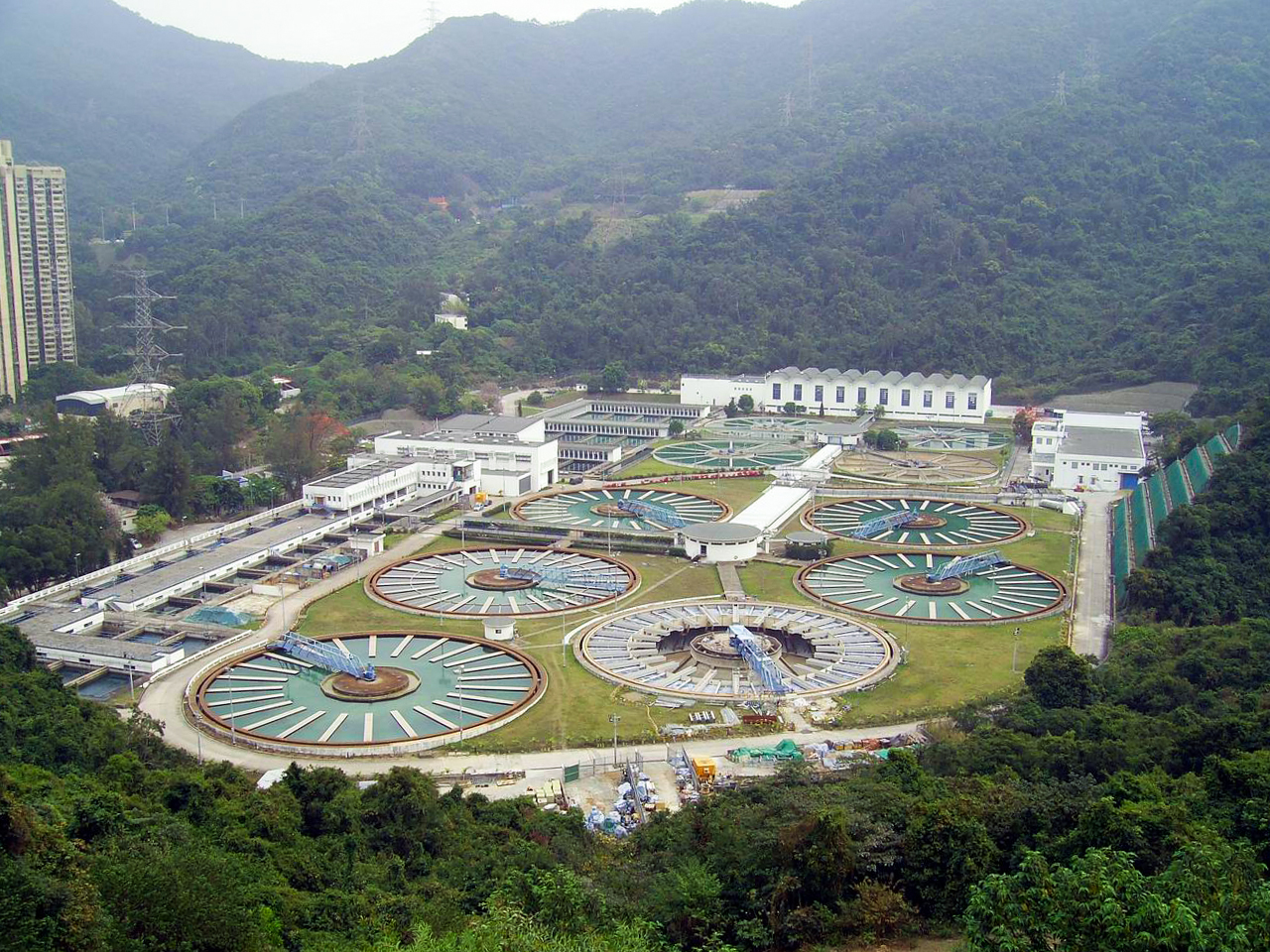
林聖傑在2022年退休前任職水務署助理署長

林聖傑在2010年9月離任離島民政事務專員後，隨即於效率促進組任職助理專員。林的職責包括監督港府的服務質素，因此曾於立法會上就外判服務的管理事宜答辯。另外，他亦負責有關社會創新的政策事宜，因此他在扶貧委員會在2012年重組後受專員蘇啟龍委派而主管社會創新及創業發展基金專責小組秘書處，並定期向立法會匯報項目進度。除此以外，他亦代表港府出席與社會創新的論壇等活動，探討政策發展。最終，他在2017年4月任滿離開效率促進組。
在2017年4月，林獲委任為水務署助理署長，負責因2015年香港食水管道含重金屬超標事件調查後的額外跟進工作，全面檢討食水標準、監測和法規，甚至改善部門編制及加強公眾關係等事宜。他的助理署長職位因工作恆常化而由原來的特別職務改為專責事務，而他亦在水務署任職至2022年從公務員系統退休。

## 個人生活
林聖傑已婚，他的興趣為閱讀及觀賞電視節目，亦以壁球為恆常運動。

## 榮譽

### 殊勳
- 官守太平紳士（J.P.）（2006年10月6日－2010年9月5日）[10]

### 頭銜
- 林聖傑，JP（Byron Lam Saint-kit, JP，2006年10月6日－2010年9月5日）[10]

## 外部連結
- 林聖傑的個人官方領英頁面 Archive.today的存檔，存档日期2023-06-28

| 政府职务      | 政府职务                                     | 政府职务      |
| ------------- | -------------------------------------------- | ------------- |
| 前任： 馮浩然 | 離島民政事務專員 2006年10月3日－2010年9月5日 | 繼任： 劉錦泉 |